# سیارک ۶۷۶۹
سیارک ۶۷۶۹ (به انگلیسی: 6769 Brokoff، نامگذاری:1985CJ1) شش هزار و هفتصد و شصت و نهمین سیارک کشف شده‌است که در ۱۵ فوریه ۱۹۸۵ کشف شد.
قدر مطلق سیارک برابر ۱۳٫۳۰ است.